# Бут Олександр Сергійович
Олександр Сергійович Бут (нар. 6 липня 1986) — український футболіст, захисник.

## Життєпис
Вихованець дніпропетровського ДВУФК. У 2003 році перейшов до івано-франківського «Факелу». Дебютував на професіональному рівні 24 липня 2007 року в програному (0:2) виїзному поєдинку 1-о туру групи А Другої ліги проти рогатинського «Техно-Центра». Олександр вийшов на поле на 30-й хвилині, замінивши Дмитра Мартиненка. Єдиним голом у футболці «прикарпатців» відзначився 17 квітня 2012 року на 68-й хвилині нічийного (1:1) виїзного поєдинку 19-о туру групи А Другої ліги проти тернопільської «Ниви». Бут вийшов на поле в стартовому складі та відіграв увесь матч. Основним гравцем івано-франківців не був, проте на поле виходив регулярно. У Першій та Другій лігах чемпіонату України зіграв 124 матчі (1 гол), ще 5 поєдинків провів у кубку України.
У 2012 році залишив клуб, виступав у чемпіонаті Івано-Франківської області за угринівський «Сокіл», за який провів 11 матчів. Під час зимової перерви сезону 2012/13 спробував повернутися до професіонального футболу. Підписав контракт з дніпродзержинською «Сталлю». Дебютував у футболці «сталеварів» 14 квітня 2013 року в переможному (4:2) виїзному поєдинку групи 4 Другої ліги проти макіївського «Макіїввугілля». Олександр вийшов на поле на 81-й хвилині, замінивши Михайла Грицину. Проте закріпитися в дніпродзержинському колективі не зумів, зіграв 6 матчів у Другій лізі. По завершення сезону закінчив кар'єру професіонального футболіста.